# The Chainheart Machine
The Chainheart Machine е вторият дългосвирещ студиен албум на Soilwork.